# Bjarke Møller
Bjarke Møller (* 23. September 1985 in Aalborg) ist ein dänischer Eishockeyspieler, der seit 2001 bei AaB Ishockey in der AL-Bank Ligaen unter Vertrag steht.  

## Karriere
Bjarke Møller verbrachte seine gesamte Vereinskarriere in seiner Heimatstadt bei AaB Ishockey, für dessen Profimannschaft er seit 2001 in der AL-Bank Ligaen, der höchsten dänischen Spielklasse, auf dem Eis steht. 

### International
Für Dänemark nahm Møller im Juniorenbereich an der U18-Junioren-Weltmeisterschaft der Division I 2003 sowie den U20-Junioren-Weltmeisterschaften der Division I 2003, 2004 und 2005 teil. Im Seniorenbereich stand er im Aufgebot seines Landes bei der Weltmeisterschaft 2012. 

## AL-Bank-Ligaen-Statistik
(Stand: Ende der Saison 2011/12)